# NGC 7250
NGC 7250 est une galaxie irrégulière barrée de type magellanique, relativement rapprochée et située dans la constellation du Lézard. Sa vitesse par rapport au fond diffus cosmologique est de 824 ± 22 km/s, ce qui correspond à une distance de Hubble de 12,8 ± 1,0 Mpc (∼41,7 millions d'al). NGC 7250 a été découverte par l'astronome germano-britannique William Herschel en 1790.
La classe de luminosité de NGC 7250 est IV-V et elle présente une large raie HI. De plus, elle est aussi une galaxie à sursaut de formation d'étoiles, et, selon la base de données Simbad, une galaxie candidate au titre de galaxie active.
Selon la base de données NASA/IPAC, NGC 7250 forme une paire de galaxies avec NGC 7248. La distance de Hubble de NGC 7248 est égale à 58,78 ± 4,14 Mpc (∼192 millions d'al), ce qui signifie que cette galaxie est beaucoup plus éloignée de nous que ne l'est NGC 7250 et qu'il s'agit donc d'une paire purement optique.
NGC 7250 figure dans le catalogue de galaxies de Markarian sous la cote Mrk 907 (MK 907).
À ce jour, huit mesures non basées sur le décalage vers le rouge (redshift) donnent une distance de 18,055 ± 6,475 Mpc (∼58,9 millions d'al), ce qui est à l'intérieur des valeurs de la distance de Hubble. Notons que c'est avec la valeur moyenne des mesures indépendantes, lorsqu'elles existent, que la base de données NASA/IPAC calcule le diamètre d'une galaxie et qu'en conséquence le diamètre de NGC 7250 pourrait être d'environ 9,16 kpc (∼29 900 al) si on utilisait la distance de Hubble pour le calculer.

## Classification morphologique
La majorité des sources consultées classifient NGC 7250 comme étant une galaxie spirale, dont le type varie selon celles-ci. Pour Wolfgang Steinicke et la base de données HyperLeda, NGC 7250 est une galaxie spirale ordinaire (S),. Pour la base de données NASA/IPAC, il s'agit d'une galaxie spirale magellanique (Sdm) et pour le professeur Seligman une galaxie irrégulière barrée aussi de type magellanique (IBdm).
L'image du télescope spatial Hubble (galerie) révèle une morphologie complexe et désordonnée. La galaxie ne présente pas de bras spiraux bien définis. Par conséquent, la classification morphologique faite par le professeur Seligman semble mieux décrire NGC 7250.

## Formation d'étoiles et autres
NGC 7250 est répertoriée par NASA/IPAC comme étant une galaxie à sursaut de formation d'étoiles. On distingue en effet sur l'image faite par le télescope Hubble une vaste région lumineuse, contenant plusieurs amas stellaires, du côté droit de la galaxie. Par ailleurs, cette région est identifiée par la base de données HyperLeda comme étant une galaxie à part entière sous la cote PGC 214816, ce qui est sans doute une erreur d'identification.
La grande étoile orangée située à gauche de NGC 7250 est nommée TYC 3203-450-1. Elle appartient à notre galaxie et est donc située beaucoup plus proche de nous, au premier plan.

## Supernova
La supernova SN 2013dy a été découverte dans NGC 7250 le 10 juillet 2013 par C. Casper, W. Zheng et al. dans le cadre du programme LOSS (Lick Observatory Supernova Search) de l'observatoire Lick. Elle fut également découverte indépendamment le même jour par Kuniaki Goto (Japon). D'une magnitude apparente de 17,0 au moment de sa découverte, elle était de type Ia.

## Galerie

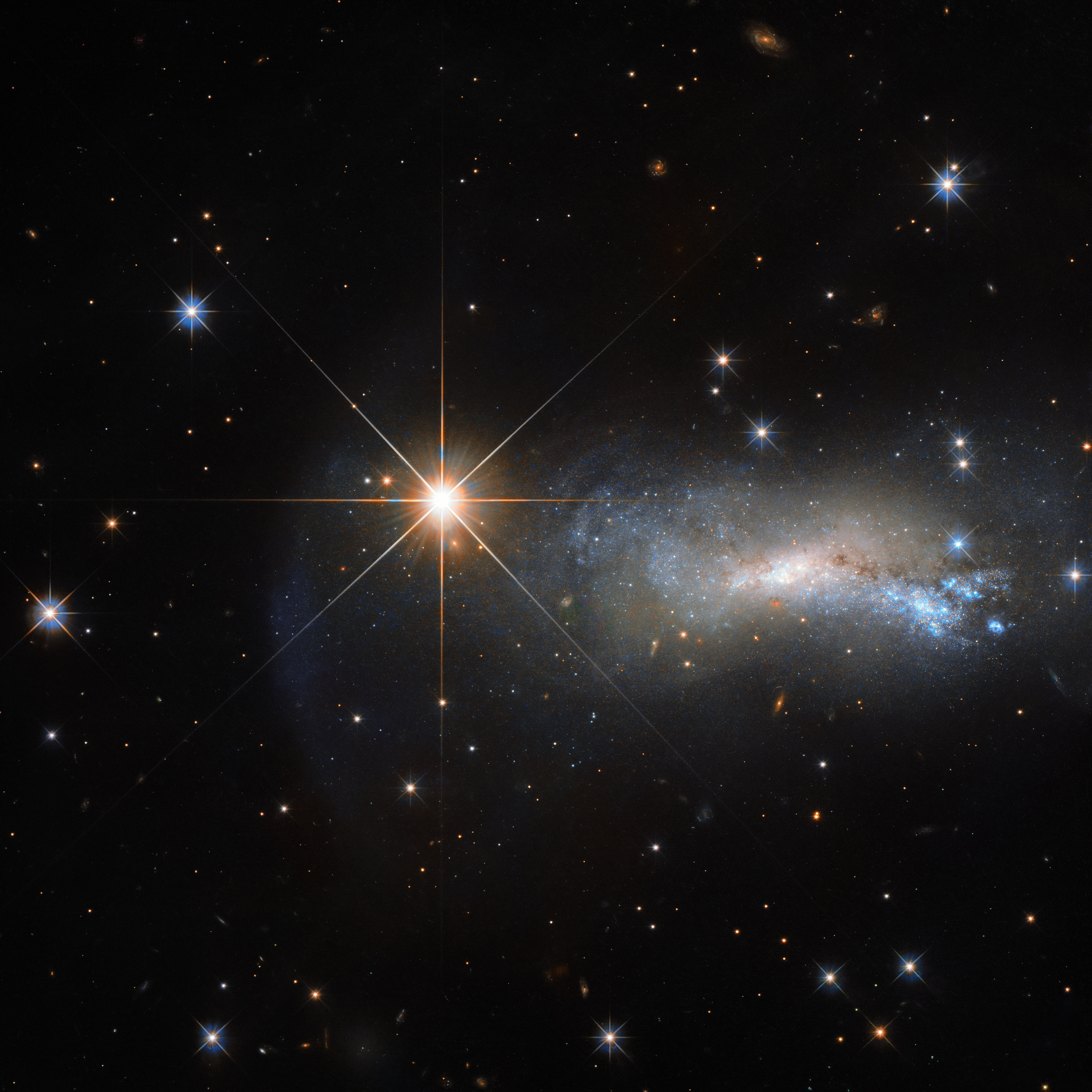
NGC 7250 imagée par le télescope spatial Hubble.
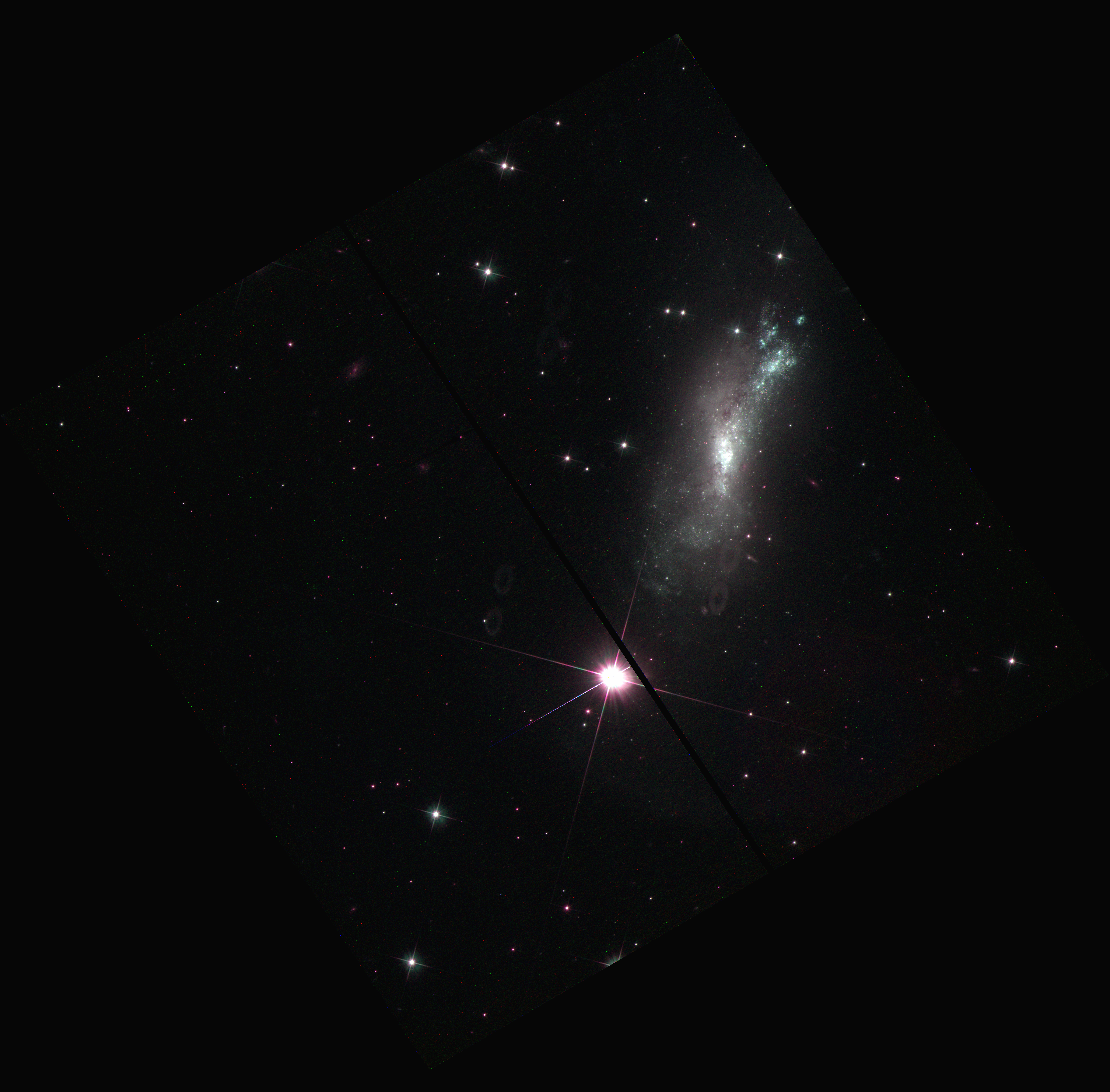
Autre image réalisée par le télescope spatial Hubble.